# تيم فيرث
تيم فيرث (بالإنجليزية: Tim Firth)‏ (و. 1964 – م) هو كاتب مسرحي، وكاتب سيناريو، وكاتب غنائي من المملكة المتحدة. 

## التعليم
تعلم في جامعة كامبريدج.

## وصلات خارجية
- تيم فيرث على موقع IMDb (الإنجليزية)
- تيم فيرث على موقع ألو سيني (الفرنسية)
- تيم فيرث على موقع أول موفي (الإنجليزية)
- تيم فيرث على موقع قاعدة بيانات برودواي على الإنترنت (الإنجليزية)
- تيم فيرث على موقع قاعدة بيانات الأفلام السويدية (السويدية)
- تيم فيرث على موقع قاعدة بيانات الفيلم (الإنجليزية)
- تيم فيرث على موقع كينوبويسك (الروسية)